# Leon Schwarzbaum
Leon Schwarzbaum, auch Leon „Henry“ Schwarzbaum (geboren am 20. Februar 1921 in Hamburg; gestorben am 13. März 2022 in Potsdam), war ein deutsch-polnischer Überlebender der Shoa. In seinen letzten Lebensjahren trat er als Zeitzeuge auf und berichtete von seinem Überleben im Ghetto, als Zwangsarbeiter und Häftling in den Konzentrations- beziehungsweise Vernichtungslagern Auschwitz und Sachsenhausen. In dem Dokumentarfilm Der letzte Jolly Boy erzählt er aus seiner Lebensgeschichte.

## Leben
Der in Hamburg gebürtige Leon Schwarzbaum entstammte einer Familie polnischer Juden. Seine Eltern waren kurz vor dem Ersten Weltkrieg nach Hamburg gezogen. Der Vater, ein Altmetallhändler, ging 1922 für ein Jahr nach Argentinien, um die Auswanderung der Familie vorzubereiten. Da die Mutter aber wieder in die Heimat zu anderen Familienangehörigen zurückkehren wollte, zogen die Schwarzbaums 1923 in das polnische Będzin im oberschlesischen Industriegebiet. Dort besuchte Schwarzbaum die Schule.
Mit seinen Freunden sang und steppte er in der A-cappella-Gruppe Die Jolly Boys, die für einen späteren Dokumentarfilm namensgebend werden sollte. Im Jahr 1939 legte Schwarzbaum am jüdischen Fürstenbergus-Lyzeum, der Stiftung eines seiner Onkel, das Abitur ab. Nach dem Überfall auf Polen wurde Będzin völkerrechtswidrig in das Gebiet des Deutschen Reiches eingegliedert. Zunächst war Schwarzbaum in der „jüdischen Verwaltung“ des eingerichteten Ghettos Kamionka als Telefonist tätig, später als Zwangsarbeiter im deutschen Galvanisierungsbetrieb Tönskemper. Im Jahre 1943 wurde das Ghetto Będzin geräumt und seine Bewohner, darunter Schwarzbaums Familie, in das Konzentrationslager Auschwitz deportiert. Dort wurde seine gesamte Familie ermordet. Schwarzbaum erfuhr davon bei seiner Ankunft im August 1943. Etwa zwei Jahre wurde Schwarzbaum im KZ Auschwitz gefangengehalten. Er meldete sich als „Läufer“ beim Lagerältesten, nach zehn Monaten zur Arbeit im Siemens-Schuckert-Außenlager „Bobrek“ als Zwangsarbeiter bei Siemens.
Mit dem Heranrücken der Roten Armee wurde Schwarzbaum im Januar 1945 mit dem „Todesmarsch von Auschwitz“ ins KZ Buchenwald verlegt und von dort mit 88 Zwangsarbeitern in das Außenlager des KZ Sachsenhausen Haselhorst in Berlin-Siemensstadt beordert. Auf dem im April 1945 von Sachsenhausen abgehenden – für Schwarzbaum zweiten – Todesmarsch wurde er am 5. Mai 1945 in der Nähe von Schwerin von amerikanischen Soldaten befreit.
Nach Będzin zurückgekehrt, fand er keine Juden mehr vor und ging nach Stettin, wo er einige Monate als Übersetzer für die polnische Polizei arbeitete. Danach gelangte er mit Hilfe der Fluchthilfe-Organisation des späteren Filmproduzenten Arthur „Atze“ Brauner nach Berlin, wo er Anschluss an und Halt in einer Gruppe Holocaust-Überlebender fand.
Zunächst im Umfeld Brauners tätig, beschäftigte sich Schwarzbaum dann erfolgreich mit dem Export von Kunstgegenständen nach Amerika, insbesondere New York, wo mittlerweile einer der damaligen „Jolly Boys“ aus Będzin lebte. 1950 nach Amerika ausgereist, kehrte Schwarzbaum aus Heimweh nach nur einem Jahr nach Berlin zurück. Mit seiner Frau betrieb er über Jahrzehnte einen florierenden Handel mit Antiquitäten und Kunstgegenständen.
Erst hochbetagt entschloss sich Schwarzbaum nach dem Tod seiner Frau, als Zeitzeuge des Holocaust von seinen Erfahrungen in Schulen und Betrieben sowie im Film zu berichten, wofür ihm 2019 das Bundesverdienstkreuz verliehen wurde.
Schwarzbaum war Vertreter des Internationalen Sachsenhausen-Komitees und der Häftlingsverbände von Sachsenhausen.
In einem 2016 veröffentlichten Interview schilderte Schwarzbaum den „Sonderkommando-Aufstand“ im KZ Auschwitz-Birkenau, bei dem der SS-Oberscharführer Josef Schillinger von der jungen polnisch-jüdischen Auschwitzgefangenen Franciszka Mann mit dem eigenen Revolver erschossen wurde.
Neben den ehemaligen KZ-Gefangenen Justin Sonder und Erna de Vries sagte Schwarzbaum 2016 vor dem Landgericht Detmold als Zeuge im Prozess gegen SS-Unterscharführer Reinhold Hanning, Wachmann im KZ Auschwitz, aus.
In einem mehrjährigen Dokumentarfilm-Projekt des Regisseurs Hans-Erich Viet an verschiedenen Drehorten in Deutschland (Hanning-Prozess in Detmold, JVA Zeithain, Talk-Sendung „Markus Lanz“) und Polen (Będzin, Auschwitz), in dem das Filmmaterial für das dokumentarische Roadmovie Der letzte Jolly Boy entstand, erzählt Schwarzbaum aus seiner Lebensgeschichte. Soweit es seine Gesundheit zuließ, begleitete er die Filmvorführungen und Kinotermine persönlich.
Schwarzbaum hatte – spätestens mit seiner Deportation in das KZ Auschwitz – sein Abiturzeugnis abgeben müssen, konnte deshalb in Deutschland nicht studieren und erhielt erst 80 Jahre danach, 2019, ein rekonstruiertes, neu ausgestelltes Zeugnis vom niedersächsischen Kultusminister Grant Hendrik Tonne. Er lebte zuletzt in Berlin.
Leon Schwarzbaum starb am 13. März 2022 in Potsdam im Alter von 101 Jahren.

## Ehrungen
- Bundesverdienstkreuz am Bande, 2019[6]

## Filmdokumentation
- Der letzte Jolly Boy. 2017/18.[13] Dokumentarfilm von Hans-Erich Viet über und mit dem Auschwitz-Überlebenden Leon Schwarzbaum,[14] 2018 mit dem DGB-Filmpreis ausgezeichnet.[15][3]
- Zeitzeugengespräch. 2021. Dokumentarfilm von Volker Schlöndorff. Der Regisseur spricht mit dem Holocaust-Überlebenden und hundertjährigen Leon Schwarzbaum. Die Fragen im Film werden auch von Auszubildenden und Schülern und Schülerinnen aus Brandenburg formuliert.[16]